# SM U-2 (1908)
SM U-2 – niemiecki okręt podwodny z okresu I wojny światowej, jedyna jednostka tego typu. Przez większość służby wykorzystywany jako jednostka szkolna.

## Historia
Zamówienie na okręt zostało złożone w stoczni Kaiserliche Werft Danzig w Gdańsku 4 marca 1906 roku. Wodowanie okrętu nastąpiło 18 czerwca 1908 roku, wejście do służby 18 lipca 1908 roku. Podczas I wojny światowej nie był wykorzystywany bojowo, pełnił w tym czasie funkcję jednostki szkolnej. Został wycofany ze służby 19 lutego 1919 roku. Sprzedany na złom 3 lutego 1920 roku.